# فوکر سی.۱۰
فوکر سی. ۱۰ (به انگلیسی: Fokker C.X) یک هواگرد ساختِ کارخانهٔ فوکر در کشور هلند است. نخستین استفاده‌کنندهٔ این هواگرد نیروی هوایی سلطنتی هلند بوده‌است.